# Rifugio Spanna-Osella
Il rifugio Spanna-Osella (o della Res) è un rifugio situato in comune di Varallo (VC), in Valsesia, nelle Alpi Pennine, a 1623 m s.l.m.
Sorge poco ad est del punto culminate del Bec d'Ovaga (o La Res); la proprietà dell'edificio è della locale sezione dell'Associazione Nazionale Alpini, che durante l'anno ne assicura anche l'apertura al pubblico.

## Storia
Il rifugio fu costruito dalla sezione CAI di Varallo e inaugurato nel 1894 con il nome di "Capanna Orazio Spanna", in ricordo e in onore dell'avvocato e alpinista piemontese Orazio Spanna, defunto nel 1892. Nel corso della seconda guerra mondiale l'edificio fu distrutto dall'artiglieria tedesca durante un'operazione di lotta contro i partigiani locali. Nel 1950 venne acquistato dalla sezione valsesiana dell'ANA che, dopo averlo restaurato, lo riaprì nel 1951. In seguito, al nome di Orazio Spanna si affiancò quello di Giuseppe Osella, un ufficiale degli alpini che fu podestà di Varallo e che poco prima del termine della guerra fu vittima dei nazifascisti. Il rifugio è raggiunto da una lunga teleferica per il trasporto di materiali.

## Caratteristiche e informazioni
Il rifugio dispone di 20 posti letto (brande a castello); è aperto nel mese di agosto e per la maggior parte dei week-end nel resto dell'anno. È comunque preferibile contattare l'ANA per verificare in anticipo la disponibilità di posti letto.

## Accessi
- Da Crevola (450 m) per il sentiero 605 (circa 3 ore);
- dall'Alpe Casavei (809 m) per il sentiero 605 (circa 2 ore 15 minuti);
- dalla frazione Solivo di Morca (558 m) per il sentiero 607 (circa 3 ore 30 minuti).

## Ascensioni
- Bec d'Ovaga (1.631 m)